# Scandalo (album Cristiano Malgioglio)
Scandalo è il primo album di Cristiano Malgioglio pubblicato dalla Ri-Fi nel 1977.

## Descrizione
Rappresenta il debutto di Cristiano Malgioglio, sino ad allora paroliere di successo per molti grandi artisti, come cantante (meglio dire cantautore). 
L'uscita dell'album fu anticipata da due singoli (45 giri) di buon successo: Scandalo scritta con Ezio Leoni e Nel tuo corpo, scritta insieme a Erasmo Carlos e Roberto Carlos Braga. 
Con questo album Malgioglio fa anche il suo debutto in televisione; infatti partecipa alla trasmissione Adesso musica, nel 1976, proprio per presentare il 45 giri Nel tuo corpo (che anticipa di poco l'uscita dell'album Scandalo nel 1977). Durante la puntata canterà dal vivo Nel tuo corpo e, in duetto con la conduttrice del programma Vanna Brosio, la sua hit Testarda io (La mia solitudine) scritta per Iva Zanicchi nel 1975.

## Tracce
1. Scandalo (C. Malgioglio, Ezio Leoni)
2. Senti (C. Malgioglio, Wando)
3. Rincorrerci, cadere, amarci (C. Malgioglio, E. Leoni)
4. Riprendi me, riprendo te (C. Malgioglio, R. Carlos)
5. Mi commuovi (C. Malgioglio, Italo Ianne, Lipari)
6. Tu mio padre, tu mia madre (C. Malgioglio)
7. Cuore solitario (C. Malgioglio, E. Leoni)
8. Nel tuo corpo (C. Malgioglio, Erasmo Carlos, Roberto Carlos Braga)
9. Adesso io ti dico basta (C. Malgioglio)
10. Amanti di nudità (C. Malgioglio, Belchior)